# 石浩玙
石浩玙（2001年10月14日—），中国男子花样游泳运动员。

## 簡歷
2015年，14岁的石浩玙在观看喀山世锦赛混合双人项目后，开始了解并喜欢上花样游泳。2017年，他搭档盛姝雯参加2017年布达佩斯世锦赛，获得混合双人自由自选第八名。2023年，他在福冈世锦赛上获得团体技巧自选金牌，成为中国首位获得世界冠军的男子花样游泳选手。